# 3DMGAME
3DMGAME（スリーディーエムゲーム）は、商用コンピュータゲームに適用されるデジタル著作権管理（DRM）のクラッキングを専門とする、中華人民共和国の個人のグループ。Kotakuによると、2016年頃には「世界最大の」そのようなグループの一つだった。
創設者兼リーダーは、「不死鸟」（不死鳥）という偽名を使用する女性であると報告されている。クラッキンググループとしては珍しく、3DMGAMEのメンバーはソーシャルネットワークの新浪微博でプロフィールを公開しており、ブログを使って活動を一般に公開している。

## 歴史
2017年、日本のゲーム会社であるコーエーテクモは、中国の裁判所で3DMGAMEに対する訴訟に勝訴した。3DMGAMEは、245,000ドルの損害賠償の支払いと、コーエーテクモのゲームの海賊版の配布を停止する命令を受けた。